# Агравла
Агравла або Аглавра — одна з трьох Кекропових дочок, яким Афіна доручила захованого в скрині новонародженого Ерехтея (Еріхтонія). Незважаючи на заборону богині, Аглавра разом із сестрою Герсою відкрили скриню, після чого збожеволіли і скочили із скелі.
Варіанти: 1. Аглавра з ревнощів не допустила до своєї сестри Герси Гермеса, за що останній перетворив її на камінь. 2. Оракул Аполлона сповістив, ніби закінчиться довготривала війна, коли хтось добровільно принесе себе в жертву. Аглавра зважилася на цей подвиг. У печері на взгір'ї Акрополя на честь Аглаври був споруджений вівтар).